# Patrycja Piekutowska
Patrycja Piekutowska (ur. 13 października 1976 w Warszawie) − skrzypaczka, pedagog.

## Życiorys
Absolwentka (2000) Akademii Muzycznej w Warszawie w klasie skrzypiec prof. Tadeusza Gadziny oraz absolwentka dwuletnich studiów podyplomowych w Konserwatorium Królewskim w Belgii  u prof. Igora Ojstracha (2002) gdzie uzyskała dyplom „Grand distinction”. Tytuł doktorski sztuk muzycznych obroniony w 2007 w Akademii Muzycznej w Katowicach.
W latach 2002–2010 wykłada w warszawskiej Akademii Muzycznej, a następnie w Szczecinie prowadziła klasę skrzypiec do roku 2017.
Artystka dawała koncerty na czterech kontynentach (Europa, Azja, Ameryka Płn. i Ameryka Płd.): m.in. w Albanii, w Argentynie z Philarmonica de Buenos Aires, w Lincoln Center w Nowym Jorku z promocją muzyki polskiej, w Sali Białej Muzeum im. Puszkina w Moskwie, w Filharmoniach w Santiago de Chile z Koncertem Sibeliusa, w Warszawie i Katowicach wraz z Igorem Ojstrachem, trzykrotnie w Chinach również z Koncertem Sibeliusa. Nagrała wiele płyt CD; w 2008 wraz z Beatą Bilińską otrzymały nagrodę Midem Cannes Classical Award za płytę „Capriccio” z muzyką Krzysztofa Pendereckiego.
Brała udział w wielu festiwalach:
- Beijing Music Festival w Chinach
- West Cork Chamber Music Festival w Irlandii
- Festival Internacional de Musica do Algarve w Portugalii
- II Ciclo de Solistas Fundación BBVA w Hiszpanii
- Festiwal Krzysztofa Pendereckiego w Warszawie z okazji 75. urodzin kompozytora

## Dyskografia
- 1998 - Lutosławski, Paderewski, Wieniawski, Maria Szwajger-Kułakowska - fortepian
- 2000 - Sibelius, Wieniawski - koncerty skrzypcowe, Narodowa Orkiestra Symfoniczna Polskiego Radia, dyr. Antoni Wit (CD Accord)
- 2004 - Penderecki Violin & Piano Works, Beata Bilińska - fortepian (DUX)
- 2006 - Józef i Henryk Wieniawscy, Edward Wolanin - fortepian (DUX)
- 2006 - Bacewicz, Lutosławski, Szymanowski, Beata Bilińska - fortepian (DUX)
- 2007 - Penderecki, "Capriccio" - NOSPR, dyr. Krzysztof Penderecki, Beata Bilińska(fotepian), Patrycja Piekutowska(skrzypce) (DUX)
- 2007 - Ratusińska Weronika; Chamber Music (DUX)
- 2013 - "My Journey" (Universal Music Polska)
- 2014 - Brahms / Franck: Sonatas - Anna Miernik(fotepian), Patrycja Piekutowska(skrzypce) (DUX)
- 2016 - Concertos For String Instruments; Polska Orkiestra Sinfonia Iuventus; solista m.in. Patrycja Piekutowska (DUX)
- 2016 - Przybylski: Musica In Forma Di Rosa; solista m.in. Patrycja Piekutowska (DUX)[6]